# Eleonora Catsigeras
Eleonora Dolores Catsigeras García (Montevideo, 12 de agosto de 1956) es una matemática uruguaya especializada en sistemas dinámicos, ganadora del Premio L'Oréal-UNESCO a Mujeres en la Ciencia al mejor proyecto de investigación dirigido por una científica en 2014, con su proyecto Neurodinámica.

## Carrera
Catsigeras obtuvo el título de Ingeniera Industrial con opción en Electrónica en la Universidad de la República de Uruguay en 1981. En 1990 fue titulada como Licenciada en Matemática en la misma institución, obteniendo su Maestría en 1992. Durante su licenciatura y su maestría fue orientada por el Prof. Dr. Jorge Lewowicz. Realizó el Doctorado en Ciencias en el Instituto Nacional de Matemática Pura e Aplicada en Río de Janeiro desde 1991 obteniendo el título en 1995. Su orientador en el Doctorado fue el Prof. Dr. Jacob Palis. 
Entre 1980 y 1990 se desempeñó como ayudante y más tarde como ingeniera en la Administración Nacional de Telecomunicaciones (ANTEL) en Montevideo. Más tarde empezó a desempeñarse como docente en el Instituto de Matemática y Estadística de la Universidad de la República, cargo que ejerce en la actualidad. Ha realizado pasantías de investigación en diversas instituciones a nivel internacional como la Universidad de Aix-Marsella, la Universidad de Valparaíso, la Universidad de Marburgo, la Universidad de Auckland, la Universidad de Oporto y el mencionado Instituto Nacional de Matemática Pura e Aplicada en Brasil. Como investigadora, ha trabajado en asociación con el Programa de Desarrollo de las Ciencias Básicas (PEDEClBA) desde la década de 1990.

## Premios y reconocimientos
- Premios Caldeyro Barcia, Mención especial, 1999.
- Premio Nacional L'Oreal-UNESCO a Mujeres en Ciencia, Mejor proyecto de investigación, 2014.[1]
- Fundación Ricaldoni, Cuatro Ingenieras Sobresalientes, 2015.
- Congreso Internacional EquaDiff, Mejor presentación de estudiantes de posgrado, 2015 a su orientada Pilar Lorenzo.